# Дженкинс (тауншип, Миннесота)
Дженкинс (англ. Jenkins) — тауншип в округе Кроу-Уинг, Миннесота, США. На 2000 год его население составило 425 человек.

## География
По данным Бюро переписи населения США площадь тауншипа составляет 36,1 км², из которых 30,7 км² занимает суша, а 5,4 км² — вода (15,00 %).

## Демография
По данным переписи населения 2000 года здесь находились 425 человек, 176 домохозяйств и 139 семей. Плотность населения — 13,9 чел./км². На территории тауншипа расположено 378 построек со средней плотностью 12,3 построек на один квадратный километр. Расовый состав населения: 99,76 % белых и 0,24 % приходится на две или более других рас. Испанцы или латиноамериканцы любой расы составляли 0,71 % от популяции тауншипа.
Из 176 домохозяйств в 24,4 % воспитывались дети до 18 лет, в 73,9 % проживали супружеские пары, в 5,1 % проживали незамужние женщины и в 21,0 % домохозяйств проживали несемейные люди. 16,5 % домохозяйств состояли из одного человека, при том 9,7 % из — одиноких пожилых людей старше 65 лет. Средний размер домохозяйства — 2,41, а семьи — 2,65 человека.
21,6 % населения младше 18 лет, 4,0 % в возрасте от 18 до 24 лет, 21,4 % от 25 до 44, 28,9 % от 45 до 64 и 24,0 % старше 65 лет. Средний возраст — 47 лет. На каждые 100 женщин приходилось 88,9 мужчин. На каждые 100 женщин старше 18 приходилось 91,4 мужчин.
Средний годовой доход домохозяйства составлял 40 208 долларов, а средний годовой доход семьи — 40 417 долларов. Средний доход мужчин — 31 250 долларов, в то время как у женщин — 23 750. Доход на душу населения составил 18 498 долларов. За чертой бедности находились 9,6 % семей и 10,3 % всего населения тауншипа, из которых 13,7 % младше 18 и 9,0 % старше 65 лет.